# 두러스
두러스(알바니아어: Durrës)는 알바니아에서 두 번째로 큰 도시(코뮌)로, 알바니아 최대의 항구 도시이다. 두러스 주의 주도이자 과거 두러스 현의 현청 소재지였다. '두러스'라는 이름은 두러스 주, 두러스 지방자치체, 두러스 코뮌을 이를 때에도 쓰인다.

## 개요
아드리아해에 접해 있는 알바니아 굴지의 항구 도시이다. 이탈리아, 그리스, 몬테네그로 등과의 교역이 이루어진다. 철도 노선을 통해 내륙과도 연결되어 있어, 공업 제품 등의 집산지로서 역할을 하고 있다. 인근 도시로 약 36km 동쪽으로 수도 티라나가 있고, 북동쪽으로 35km 떨어진 크루여 등을들 수 있다.

## 역사
도시는 기원전 627년 코린트와 코르푸 출신의 고대 그리스인에 의해 에피담노스(Epidamnos)로 건설되었다. 주위에는 바위로 만든 천연 항구가 있고, 내륙은 습지에서 바다 쪽은 높은 절벽이라는 지리적 조건이 유리했다. 육지와 바다 모두에서 적이 함락시키기 어려운 도시가 되기 때문이다. 에피담노스는 정치적으로 진보된 사회가 된 것으로 알려져, 고대 철학자 아리스토텔레스는 정치 체제를 찬양하고 있었다. 그러나 코린토스와 키라가 에피담노스를 둘러싸고 불화를 겪었고, 기원전 431년에 펠로폰네소스 전쟁 발발에 가담했다.

### 로마와 비잔틴
에피담노스는 일리리아의 왕 그라우키아스에 의해 기원전 312년에 점령되었다. 기원전 230년 무렵에 일리리아 일대의 지배권을 장악한 테우타도 에피담노스 일대를 지배하고 주변 해역에서 해적 행위를 일삼았기 때문에, 로마 공화정과 사이에서 일리리아 전쟁이 발발하게 된다. 2차에 걸친 일리리아 전쟁을 통해 로마가 완승을 거뒀다 때문에 에피담노스는 로마의 지배하에 들어가게 되었다.
로마인들은 에피담노스라는 이름은 불길하다고 간주하여 디라키움(Dyrrachium, 뒤라키움, 두라키움. 그리스어로 고대 그리스어: Δυρράχιον / Dyrrhachion, 다음 로마 시대는 뒤라키움이라고 기재)으로 개명했다. (라틴어로 ‘손실’이나 ‘손해’를 의미하는 damnum과 음이 비슷) 뒤라키움의 의미는 그리스어로는 ‘나쁜 척추’ 또는 ‘어려운 능선’이 되지만, 진상은 알 수 없다. 도시 근처의 절벽이 앞으로 밀어내는 모습을 암시한 것으로 보인다. 그 후, 뒤라키움은 로마의 주요 군사, 해군 기지로 발전하게 되었다.
기원전 49년부터 로마 내전에서 뒤라키움 근교에서 중요한 전투가 일어났다. 그나이우스 폼페이우스 등의 원로원파의 병참 기지였던 두라키움을 율리우스 카이사르를 중심으로 한 카이사르 파가 포위했지만, 폼페이의 숙련된 용병에 의해 카이사르 군은 일패도지를 당했다.(디라키움 공방전)
로마 지배 하에서 뒤라키움은 번영했다. 도시는 테살로니키와 콘스탄티노플을 연결하는, 이그나티아 가도의 서쪽 끝이 되었다. 다른 더 작은 길은 남쪽의 도시 부스로툼(Buthrotum 현재 부트린트)을 향해 뻗어 있었다. 로마 황제 아우구스투스는 악티움 해전에 따라 자신의 로마 군단의 고참병 때문에 뒤라키움을 자유 도시(Civitas libera)로 만들었다.
기원전 4세기, 뒤라키움은 로마의 속주 에피로스 노바의 수도가 되었다. 430년 무렵 이후에 황제 아나스타시우스 1세가 되는 인물이 여기서 태어났다. 이 세기의 끝 무렵, 뒤라키움에 심한 지진에 찾아와 도시의 방벽을 파괴했다. 아나스타시우스 1세는 시벽을 재건하고 강화하여 발칸반도 서부에서 가장 강력한 요새로 탈바꿈시켰다. 12m에 이르는 높은 벽은 두꺼웠다. 동부 로마의 역사가 안나 콤네네에 따르면, 벽의 두께는 4명의 기병들이 나란히 말을 타고 정도의 것이었다고 한다. 놀라운 고대 도시의 방어 부분은 몇 세기에 걸쳐 수를 줄이고는 있지만, 지금도 남아있다.
발칸반도의 나머지뿐만 아니라 디라키움과 주변 디라키엔시스 지방은 민족 대이동으로 인한 이민족의 상당한 침입을 받았다. 481년에는 동고트 왕국의 왕 테오도리쿠스 대왕에게 도시를 포위당했고, 그 후 수백 년간 불가리아 인의 빈번한 공격을 막았다. 로마 제국이 쇠퇴하면서 도시는 비잔티움 제국의 것이 되었고, 계속 중요한 항구로서 제국과 서구와 사이의 주요 땅이 되었다.

### 중세
10세기 초 사무일 대제가 통치했던 불가리아 제1제국이 디라키움을 함락시켜 오늘날 알바니아 령의 대부분을 모두 장악했다. 그러나 페탈 1세에 대가 바뀌면 동쪽 로마 측이 10세기 중반에 다시 정복했다. 10세기말 무렵에는 불가리아 인이 지배하는 새로운 국면을 맞아 사무일 황제가 디라키움을 정복하고 1018년까지 지배하에 두었다. 디라키움(불가리아어로 Драч / Drach)은 동로마 제국이 불가리아를 복종시킬 때의 마지막 불가리아 요새 중 하나가 되었다.
디라키움은 1082년에 동로마 제국의 황제 알렉시오스 1세의 손에서 사라졌다. 그가 1081년 디라키움 전투에서 노르만(로베르 기스카르와 아들 보에몽 1세)에게 패한 것이다. 동 로마는 보에몽이 1107년에 패퇴하면서 다시 디라키움으로 돌아서지만, 1185년에 시칠리아 왕국 노르만 왕조의 굴리엘모 2세가 점령했다.

## 인구
| Population growth of Durrës in selected periods | Population growth of Durrës in selected periods | Population growth of Durrës in selected periods | Population growth of Durrës in selected periods | Population growth of Durrës in selected periods | Population growth of Durrës in selected periods | Population growth of Durrës in selected periods | Population growth of Durrës in selected periods |
| ----------------------------------------------- | ----------------------------------------------- | ----------------------------------------------- | ----------------------------------------------- | ----------------------------------------------- | ----------------------------------------------- | ----------------------------------------------- | ----------------------------------------------- |
| 연도                                            | 1923                                            | 1927                                            | 1938                                            | 1979                                            | 1989                                            | 2001                                            | 2011                                            |
| 인구                                            | 4,785                                           | 5,175                                           | 10,506                                          | 66,200                                          | 82,719                                          | 99,546                                          | 113,249                                         |
| ±% p.a.                                         | —                                               | +1.98%                                          | +6.65%                                          | +4.59%                                          | +2.25%                                          | +1.56%                                          | +1.30%                                          |
| 출처:                                           |                                                 |                                                 |                                                 |                                                 |                                                 |                                                 |                                                 |

## 기후
| Durrës의 기후            | Durrës의 기후 | Durrës의 기후 | Durrës의 기후 | Durrës의 기후 | Durrës의 기후 | Durrës의 기후 | Durrës의 기후 | Durrës의 기후 | Durrës의 기후 | Durrës의 기후 | Durrës의 기후 | Durrës의 기후 | Durrës의 기후 |
| 월                       | 1월           | 2월           | 3월           | 4월           | 5월           | 6월           | 7월           | 8월           | 9월           | 10월          | 11월          | 12월          | 연간          |
| ------------------------ | ------------- | ------------- | ------------- | ------------- | ------------- | ------------- | ------------- | ------------- | ------------- | ------------- | ------------- | ------------- | ------------- |
| 일평균 최고 기온 °C (°F) | 11.4 (52.5)   | 12.5 (54.5)   | 14.9 (58.8)   | 18.3 (64.9)   | 22.6 (72.7)   | 26.5 (79.7)   | 28.7 (83.7)   | 28.8 (83.8)   | 26.0 (78.8)   | 21.4 (70.5)   | 16.6 (61.9)   | 13.3 (55.9)   | 20.1 (68.1)   |
| 일일 평균 기온 °C (°F)   | 8.1 (46.6)    | 9.0 (48.2)    | 10.9 (51.6)   | 14.0 (57.2)   | 18.1 (64.6)   | 21.8 (71.2)   | 23.8 (74.8)   | 23.9 (75.0)   | 21.2 (70.2)   | 17.2 (63.0)   | 13.0 (55.4)   | 9.9 (49.8)    | 15.9 (60.6)   |
| 일평균 최저 기온 °C (°F) | 4.8 (40.6)    | 5.6 (42.1)    | 6.9 (44.4)    | 9.7 (49.5)    | 13.6 (56.5)   | 17.2 (63.0)   | 19.0 (66.2)   | 19.0 (66.2)   | 16.5 (61.7)   | 13.0 (55.4)   | 9.5 (49.1)    | 6.5 (43.7)    | 11.8 (53.2)   |
| 평균 강수량 mm (인치)    | 132 (5.2)     | 107 (4.2)     | 99 (3.9)      | 81 (3.2)      | 68 (2.7)      | 41 (1.6)      | 26 (1.0)      | 36 (1.4)      | 71 (2.8)      | 112 (4.4)     | 160 (6.3)     | 131 (5.2)     | 1,064 (41.9)  |
| 출처:                    |               |               |               |               |               |               |               |               |               |               |               |               |               |